# جيمس واتس
جيمس ونستون واتس (بالإنجليزية: James Winston Watts)‏ (من مواليد 19 يناير 1904 - وتُوفي في 15 نوفمبر 1994) وهو جراح أعصاب، ولد في لينشبرغ (فرجينيا) وتخرج من معهد فرجينيا العسكري ومدرسة الطب بجامعة فيرجينيا. أصبح جيمس واتس وزميله طبيب الأعصاب والتر جاكسون فريمان الثاني دعاة وممارسين مهنيين للجراحة النفسية. كتب واتس كتابين عن الفصوص مع الدكتور فريمان: «الجراحة النفسية والعاطفة والسلوك الاجتماعي بعد استئصال الفص الجبهي» في عام 1942 و «الجراحة النفسية في علاج الاضطرابات النفسية» في عام 1950.

## أعماله
أنهى واتس دراسته وتخرج من كلية الطب في عام 1928 وعمل كباحث في جامعة ييل قبل انضمامه إلى كلية قسم جراحة المخ والأعصاب في مستشفى جامعة جورج واشنطن في عام 1935. وظل في هذا المنصب حتى تقاعده في عام 1969.
عُين واتس في شراكة طبية من قبل زميله والتر فريمان، الذي احتاج إلى تعاون جراح مُدرب من أجل ممارسة الجراحة الفصية، وهي تقنية رائدة من قبل طبيب الأعصاب البرتغالي إيغاس مونيز. في الإجراء الذي وضعه إيغاس مونيز، تم قطع «المادة البيضاء» في الفص الجبهي باستخدام «ليوكوتوم»، وهي أداة مصممة خصيصا لهذا الإجراء. قام فريمان وواتس بأول عملية في عام 1936. حيث قاموا ببعض التعديلات ومنها قطع جزء أكبر من المادة البيضاء وأعادوا تسميه استئصال الفصوص من أجل تمييز طريقتهم عن الإجراء السابق الذي وضعه إيغاس مونيز. وكانت تقنيتهم الجديدة تُعرف باسم «تقنية فريمان-واتس».
لكن زميل واتس كان أقل تحفظا وسعى إلى طرق أخرى للوصول إلى فصوص الدماغ الأمامية دون المضاعفات المرتبطة بجراحة الدماغ التقليدية. والتي استوحاها من عمل الطبيب النفسي الإيطالي أمارو فيامبرتي، وكان الإجراء هدفه الوصول إلى الفص الجبهي عن طريق إدخال مسبار تحت الجفن وفوق القناة المسيلة للدموع، ثم يدق عليه من خلال عظمة رقيقة من مقبس العين وبعدها يقوم بقطع المادة البيضاء، ثم يكرر نفس الخطوات على الجانب الآخر. استغرقت العملية برمتها دقائق فقط تحت تأثير التخدير الموضعي. هذا الإجراء الجديد أصبح يعرف باسم استئصال الفص الجبهي، الذي يطلق عليه أيضا «استئصال الفص الثلجي». ويشير الإجراء الجديد أيضا إلى نهاية العلاقة المهنية بين فريمان وواتس. بعد تنفيذ الإجراء الجديد على عشرة مرضى، كشف فريمان أخيرا ل واتس ما كان يقوم به.
في عام 1950، ظهرت أولى الأدوية المضاد للذهان، لا سيما كلوربرومازين. مما أدى إلى انخفاض حاد في استخدام هذا الإجراء.
تقاعد واتس في عام 1969، لكنه واصل ارتباطه بمستشفى جامعة جورج واشنطن حتى أواخر الثمانينيات.

## حياته الشخصية
ولد واتس في عام 1904 في لينشبورغ، فيرجينيا. كان لديه طفلان من زوجته جوليا هاريسون واتس. وتوفي في عام 1994.